# Miombo-kövirigó
A Miombo-kövirigó (Monticola angolensis) a madarak osztályának verébalakúak (Passeriformes)  rendjébe és a légykapófélék (Muscicapidae) családjába tartozó faj.

## Rendszerezése
A fajt José Augusto de Sousa írta le 1888-ban.

## Alfajai
- Monticola angolensis angolensis (Sousa, 1888) - Angola, a Kongói Demokratikus Köztársaság déli része, Ruanda, Burundi, Tanzánia és Zambia északi része
- Monticola angolensis hylophilus (Clancey, 1965) - Zambia déli része, nyugat-Malawi, nyugat-Mozambik és Zimbabwe  [2]

## Előfordulása
Afrika  középső részén, Angola, Botswana, Burundi, a Kongói Demokratikus Köztársaság, Malawi, Mozambik, Ruanda, Tanzánia, Zambia és Zimbabwe területén honos. 
Természetes élőhelyei a szubtrópusi és trópusi száraz erdő és szavannák, valamint ültetvények. Állandó, nem vonuló faj.

## Megjelenése
Testhossza 18 centiméter.

## Természetvédelmi helyzete
Az elterjedési területe rendkívül nagy, egyedszáma pedig stabil. A Természetvédelmi Világszövetség Vörös listáján nem fenyegetett fajként szerepel.